# 四川省行政长官列表
下表列出自1911年（清末宣统三年）四川省宣布独立于清政府起，经中华民国时期、中华人民共和国时期历任四川省行政长官。

## 大清末时期
1911年武昌起义爆发后，11月22日，重庆地区同盟会起义成功，成立重庆蜀军政府，由张培爵出任都督。
之后，川南、川北、川东相继发动起义，11月27日，立宪派同四川总督赵尔丰谈判妥协，宣布成都和四川独立于清政府，大汉四川军政府成立，由蒲殿俊出任都督。12月8日，成都哗变，蒲殿俊仓皇逃离，平乱后，由军官和士绅共推尹昌衡为都督。至此，四川出现成都、重庆两个军政府并存的局面。
| 任数                | 姓名              | 肖像              | 籍贯                  | 在任时期                     | 備註                                                                                      |
| 重庆蜀军政府 都督   | 重庆蜀军政府 都督 | 重庆蜀军政府 都督 | 重庆蜀军政府 都督     | 重庆蜀军政府 都督            | 重庆蜀军政府 都督                                                                         |
| ------------------- | ----------------- | ----------------- | --------------------- | ---------------------------- | ----------------------------------------------------------------------------------------- |
| 1                   | 张培爵            |                   | 四川荣昌 (今重庆荣昌) | 1911年11月22日-1912年3月11日 | 成渝合并后任中华民国四川都督府副都督。1915年1月，被袁世凯设计诱捕，3月4日，于北京被杀害。 |
| 大汉四川军政府 都督 |                   |                   |                       |                              |                                                                                           |
| 1                   | 蒲殿俊            |                   | 四川广安              | 1911年11月27日-1911年12月8日 | 因兵变下台。1934年在北平因伤病逝世。                                                      |
| 2                   | 尹昌衡            |                   | 四川彭县              | 1911年12月8日-1912年3月11日  | 成渝合并后任中华民国四川都督府都督。                                                      |

## 中華民國北洋政府时期
1912年1月27日，成、渝两军政府代表签订《成都四川军政府、重庆蜀军政府协议合并草约》，决定以成都为四川省会，重庆设镇抚府，由尹昌衡任都督，张培爵任副都督。2月2日，双方盖章批准，宣告成渝合并，致电中华民国临时大总统孙中山、副总统黎元洪、大元帅黄兴等人，报告四川统一经过，得到南京临时政府承认。
3月11日，尹昌衡、张培爵在成都正式任职为中华民国四川都督府正、副都督。
1913年6月13日，中华民国临时大总统袁世凯任命胡景伊为四川都督。7月15日，胡景伊通电正式接任四川都督。
1914年6月，袁世凯下令撤销各省都督，任命胡景伊为“成武将军”，督理四川军务。
1915年2月20日，袁世凯任命其亲信陈宦为“毅威将军”，率北洋军三个旅入川。6月22日，袁调胡景伊入京任参政院闲职，同时任命陈宦为“成武将军”，督理四川军务，取代胡景伊掌控全川的军政大权。
1915年12月，袁世凯称帝，蔡锷为反对复辟帝制，带领护国军起义讨袁，各地讨袁义军纷起，四川成为主战场。1916年4月，双方商定停战。6月6日，袁世凯病发而死，次日黎元洪宣布就任中华民国大总统。7月6日，黎元洪召回陈宦，任命蔡锷四川督军兼省长，北洋军退出川境，护国战争结束。8月，因患结核病，蔡锷赴日本福冈市接受治疗，辞去四川督军兼省长职务。
1916年8月13日，北洋政府任命罗佩金代理四川督军兼省长。1917年1月15日，戴戡接任四川省长。

### 军政长官
| 任数             | 姓名            | 肖像            | 籍贯                    | 在任时期                     | 備註 |
| 四川都督府 都督  | 四川都督府 都督 | 四川都督府 都督 | 四川都督府 都督         | 四川都督府 都督              | 四川都督府 都督 |
| ---------------- | --------------- | --------------- | ----------------------- | ---------------------------- | --- |
| 1                | 尹昌衡          |                 | 四川彭县                | 1912年3月11日-1913年7月15日  | 1914年2月，在北京被袁世凯逮捕。 1915年10月，被判有期徒刑9年。 1916年7月，被时任中华民国大总统黎元洪特赦免刑出狱。 1953年，于重庆逝世。                            |
| 2                | 胡景伊          |                 | 四川巴县 (今重庆巴南区) | 1913年7月-1914年6月          | |
| “成武将军”(督军) |                 |                 |                         |                              | |
| 1                | 胡景伊          |                 | 四川巴县 (今重庆巴南区) | 1914年6月-1915年2月          | 1950年，于重庆逝世。 |
| 2                | 陈宦            |                 | 湖北安陆                | 1915年2月-1916年7月          | 1939年，于北京逝世。 |
| 四川省长         |                 |                 |                         |                              | |
| 1                | 蔡锷            |                 | 湖南武冈                | 1916年7月6日-1916年8月7日    | 兼任督军。 1916年11月在九州帝国大学医科大学附属医院（今九州大学病院）逝世。 1917年4月12日，国葬在湖南省的岳麓山举行，蔡锷墓至今犹存，民间称蔡锷为再造共和第一人。 |
| 2                | 罗佩金          |                 | 云南澄江                | 1916年8月13日-1917年1月15日  | 兼任督军。 |
| 3                | 戴戡            |                 | 贵州贵定                | 1917年1月15日- 1917年7月18日 | 兼任督军。 和罗佩金、刘存厚三方展开争夺，1917年7月战死于成都。 |

四川將軍
- 胡景伊（1914年6月 - 1915年8月，由四川都督改任）
- 陳宦（1915年8月 - 1916年5月，1915年5月會辦軍務）
- 周駿（1916年5月 - 6月，署理崇武将军督理四川军务）
- 蔡鍔（1916年6月 - 1916年7月，益武将军督理四川军务）

四川督軍
- 蔡鍔（1916年7月，由將軍改任）
- 羅佩金（1916年7月 - 1917年4月，護理）
- 戴戡（1917年4月 - 11月，署理）
- 周道剛（1917年11月 - 12月，代理）
- 劉存厚（1917年12月 - 1918年2月）

四川靖國軍總司令
- 熊克武（1918年2月 - 1920年4月）
- 呂超（1920年7月 - 9月）

四川督軍
- 劉存厚（1920年10月 - 1921年3月，北洋政府任命）
- 熊克武（1920年10月 - 12月，廣州國民政府任命）

川軍總司令
- 劉湘（1921年6月 - 1922年5月）
- 劉成勳（1922年7月 - 1923年5月，1922年10月起為臨時總司令）

四川善後督辦
- 劉湘（1923年7月 - 1924年5月）

四川督理
- 楊森（1924年5月 - 1925年2月）

四川督辦
- 楊森（1925年2月 - 5月，由四川督理改任）
- 劉湘（1925年5月 - 1926年7月）
- 鄧錫侯（1926年5月 - 10月?，由吳佩孚任命）

### 民政长官
四川行政公署民政長
- 張培爵（1912年7月12日）
- 陳廷傑（1913年9月24日 1914年5月23日 署理）

四川省巡按使公署巡按使
- 陳廷傑（1914年5月23日  由民政長改任）
- 陳宧（1915年5月1日  署理）
- 黃國瑄（1916年4月14日  署理）
- 劉體（1916年5月24日  署理）
- 蔡鍔（1916年6月 - 7月，兼任）

四川省長公署省長
- 蔡鍔（1916年7月，由巡按使改任）
- 羅佩金（1916年7月 - 9月，兼署）
- 戴戡（1916年9月 - 1917年11月，署理）
- 張瀾（1917年11月 - 1917年8月，護理）
- 熊克武（1920年12月30日）
- 劉湘（1921年6月 - ？，推兼）
- 劉成（1922年12月 - ？，推臨時省長）
- 劉湘（1922年12月 - ？，推臨時省長）
- 楊森（1924年2月 - ？）
- 鄧錫侯（1924年5月 - ？）
- 賴心輝（1925年2月 - ？）
- 楊森（1926年5月 - ？，由吳佩孚任命）
- 劉湘（1927年）
- 賴心輝（1927年）
- 劉成勳（1927年）
- 劉文輝（1927年）

## 中華民國国民政府时期
四川省政府主席
- 劉文輝（1928年11月 - 1934年12月）
- 劉湘（1934年12月 - 1938年1月）
- 張群（1938年1月 - 8月，4月起由王纘緒代理）
- 王纘緒（1938年8月 - 1939年9月）
- 蔣中正（1939年9月 - 1940年11月）
- 張群（1940年11月 - 1947年5月，1946年9月起由鄧錫侯代理）
- 鄧錫侯（1947年5月 - 1948年4月）
- 王陵基（1948年4月 - 1949年12月，被解放軍俘虜）
- 唐式遵（1950年2月 - 3月，由胡宗南推薦）

## 中华人民共和国时期
1949年12月西南战役结束后，四川解放，1950年1月，分别成立川东、川南、川西及川北4个行政公署。
1952年8月7日，中央人民政府委员会第十七次会议决定撤销上述4个行政公署，合并成立四川省人民政府。
1955年1月，改称四川省人民委员会。同年7月，西康省并入四川省。
1968年5月，成立四川省革命委员会。
1979年12月，四川省革命委员会撤销，复设四川省人民政府。
| 任数                  | 姓名              | 籍贯              | 在任时期               | 曾任最高职务                                                | 備註 |
| 川东行政公署 主任     | 川东行政公署 主任 | 川东行政公署 主任 | 川东行政公署 主任      | 川东行政公署 主任                                           | 川东行政公署 主任 |
| --------------------- | ----------------- | ----------------- | ---------------------- | ----------------------------------------------------------- | --- |
| 1                     | 阎红彦            | 陕西安定          | 1950年1月-1952年8月    | 中共云南省委第一书记 中共中央西南局书记处书记               | 在文化大革命中受到迫害，1967年1月，于昆明逝世。 1978年1月，中共中央对其冤案予以平反， 并在北京八宝山革命公墓举行了骨灰安放仪式。 |
| 川南行政公署 主任     |                   |                   |                        |                                                             | |
| 1                     | 张国华            | 江西永新          | 1950年1月-1950年2月    | 中共四川省委第一书记 中共中央军委委员                       | 1950年1月下旬率军进藏，促成西藏和平解放。 1972年2月，于成都逝世。                                                                |
| 2                     | 李大章            | 四川泸州          | 1950年2月-1952年8月    | 中共四川省委书记 中共中央统战部部长                         | 1976年5月，于北京逝世。 |
| 川西行政公署 主任     |                   |                   |                        |                                                             | |
| 1                     | 李井泉            | 江西临川          | 1950年1月-1952年8月    | 中共中央政治局委员 全国人大常委会副委员长                   | 1989年4月，于北京逝世。 |
| 川北行政公署 主任     |                   |                   |                        |                                                             | |
| 1                     | 胡耀邦            | 湖南浏阳          | 1950年1月-1952年8月    | 中共中央总书记 中共中央书记处书记                           | 1989年4月，于北京逝世。 |
| 四川省人民政府 主席   |                   |                   |                        |                                                             | |
| 1                     | 李井泉            | 江西临川          | 1952年8月－1955年1月   | 中共中央政治局委员 全国人大常委会副委员长                   | 1989年4月24日，于北京逝世。 |
| 四川省人民委员会 省长 |                   |                   |                        |                                                             | |
| 1                     | 李大章            | 四川合江          | 1955年1月－1968年5月   | 中共中央统战部部长 中共四川省委书记                         | 1976年5月3日，于北京逝世。 |
| 四川省革命委员会 主任 |                   |                   |                        |                                                             | |
| 1                     | 张国华            | 江西永新          | 1968年5月－1972年2月   | 中共四川省委第一书记                                        | 1972年2月21日，于成都逝世。 |
| 2                     | 刘兴元            | 山东莒南          | 1972年2月－1975年10月  | 成都军区司令员                                              | 1990年8月14日，于北京逝世。 |
| 3                     | 赵紫阳            | 河南滑县          | 1975年10月－1979年12月 | 中共中央总书记，国务院总理，中央军委副主席                  | 2005年1月17日，于北京病逝。 |
| 四川省人民政府 省长   |                   |                   |                        |                                                             | |
| 1                     | 鲁大东            | 河北馆陶          | 1979年12月－1982年12月 | 中共中央顾问委员会委员 国务院三线建设调整改造规划办公室主任 | 1998年8月28日，于成都逝世。 |
| 2                     | 杨析综            | 四川大邑          | 1982年12月－1985年5月  | 中共河南省委书记                                            | 2007年7月21日，于成都逝世。 |
| 3                     | 蒋民宽            | 江苏吴县          | 1985年5月－1988年1月   | 中共中央统战部常务副部长 全国政协常委                       | 2012年6月6日，于北京逝世。 |
| 4                     | 张皓若            | 河南巩县          | 1988年1月－1993年2月   | 国内贸易部部长 国家经济体制改革委员会副主任                 | 2004年3月27日，于北京逝世。 |
| 5                     | 肖秧              | 四川阆中          | 1993年2月－1996年2月   | 国务院三峡工程建设委员会副主任                              | 1998年10月9日，于成都逝世。 |
| 6                     | 宋宝瑞            | 北京顺义          | 1996年2月－1999年6月   | 全国政协常委，提案委员会副主任                              | |
| 7                     | 张中伟            | 四川都江堰        | 1999年6月－2007年1月   | 全国人大常委，农业与农村委员会副主任                        | |
| 8                     | 蒋巨峰            | 浙江诸暨          | 2007年1月－2013年1月   | 中共四川省委副书记，省人民政府省长                          | |
| 9                     | 魏宏              | 山东沂南          | 2013年1月－2016年1月   | 中共四川省委副书记，省人民政府省长                          | 因严重违纪被撤销党内职务，降为副厅级                                                                                             |
| 10                    | 尹力              | 山东临邑          | 2016年1月－2020年12月  | 中共中央政治局委员，北京市委书记                            | |
| 11                    | 黄强              | 浙江东阳          | 2020年12月－2024年7月  | 中共吉林省委书记，省人大常委会主任                          | |
| 12                    | 施小琳            | 浙江余姚          | 2024年7月－            | 中共四川省委副书记，省人民政府省长                          | |